# Valentin Ferron
Valentin Ferron (Vienne (Isère) , 8 februari 1998) is een Frans wielrenner die sinds 2025 rijdt voor de wielerploeg Cofidis.

## Overwinningen
2021
4e etappe Ronde van Rwanda
2022
6e etappe Critérium du Dauphiné
2023
Parijs-Camembert
2025
GP La Marseillaise

## Resultaten in voornaamste wedstrijden
| Jaar | Ronde van Italië | Ronde van Frankrijk | Ronde van Spanje |
| ---- | ---------------- | ------------------- | ---------------- |
| 2020 |                  |                     | 87e              |
| 2021 |                  |                     |                  |
| 2022 |                  |                     |                  |
| 2023 |                  | 89e                 |                  |
| 2024 |                  |                     |                  |
| 2025 |                  |                     |                  |

| Jaar | Milaan-San Remo | Amstel Gold Race | Luik-Bast.‑Luik | Ronde van Lombardije | Waalse Pijl | Clásica San Sebastián |
| ---- | --------------- | ---------------- | --------------- | -------------------- | ----------- | --------------------- |
| 2020 |                 |                  | 121e            |                      | 72e         |                       |
| 2021 |                 |                  | 64e             |                      |             | 94e                   |
| 2022 |                 |                  | 49e             |                      | 109e        |                       |
| 2023 | 68e             | 13e              | 69e             | opgave               | 51e         |                       |
| 2024 |                 |                  |                 |                      |             | opgave                |
| 2025 |                 | opgave           | opgave          |                      | opgave      | opgave                |

## Ploegen
- 2019 –  Total Direct Energie (stagiair vanaf 1 augustus)
- 2020 –  Total Direct Energie (vanaf 1 augustus)
- 2021 –  Total Direct Energie
- 2022 –  Team TotalEnergies
- 2023 –  TotalEnergies
- 2024 –  TotalEnergies
- 2025 –  Cofidis

Boasson Hagen · Bodnar · Bonifazio · Burgaudeau · Cabot · de la Parte · Doubey · Dujardin · Ferron · Geniez (tot 31/5) · Grellier · Jousseaume · Latour · Lawless · Manzin · Oss · Ourselin · Rodríguez · J. Sagan · P. Sagan · Simon · Soupe · Terpstra · Turgis · Van Gestel · Vuillermoz · Devanne (stagiair) · Vercher (stagiair)
Boasson Hagen · Bodnar · Bonnet · Burgaudeau · Cabot · Cras · de la Parte · Doubey · Dujardin · Ferron · Grellier · Jeannière · Jousseaume · Latour · Manzin · Oss · Ourselin · Sagan · Simon · Soupe · Tesson · Turgis · Van Gestel · Vercher · Vuillermoz · Boniface (stagiair) · Cialone (stagiair) · Grolier (stagiair)
Boniface · Bonnet · Burgaudeau · Cras · Doubey · Dujardin · Ferron · Gachignard · Grellier · Jeannière · Jegat · Jousseaume · Latour · Manzin · Ourselin · Simon · Soupe · Tesson · Turgis · Vadic · Van Gestel · Vercher · Vuillermoz · Boulahoite (stagiair) · Marcerou (stagiair) · Sanchez (stagiair)
Allegaert · Aniołkowski · Aranburu · Buchmann · Carr · Coquard · De Gendt · Debeaumarché · Ferron · Finé · Fretin · Herrada · Izagirre · Izquierdo · Knight · Lastra · Maas · Mahoudo · Maisonobe · Moniquet · Oldani · Ourselin · Perez · Renard · Robeet · Samitier · Teuns · Thomas · Toumire · Touzé